# Leptolalax melanoleucus
Leptolalax melanoleucus é uma espécie de anfíbio anuro da família Megophryidae. Está presente na Tailândia. A UICN classificou-a como pouco preocupante.